# Mittleres Kirchgäßlein 1

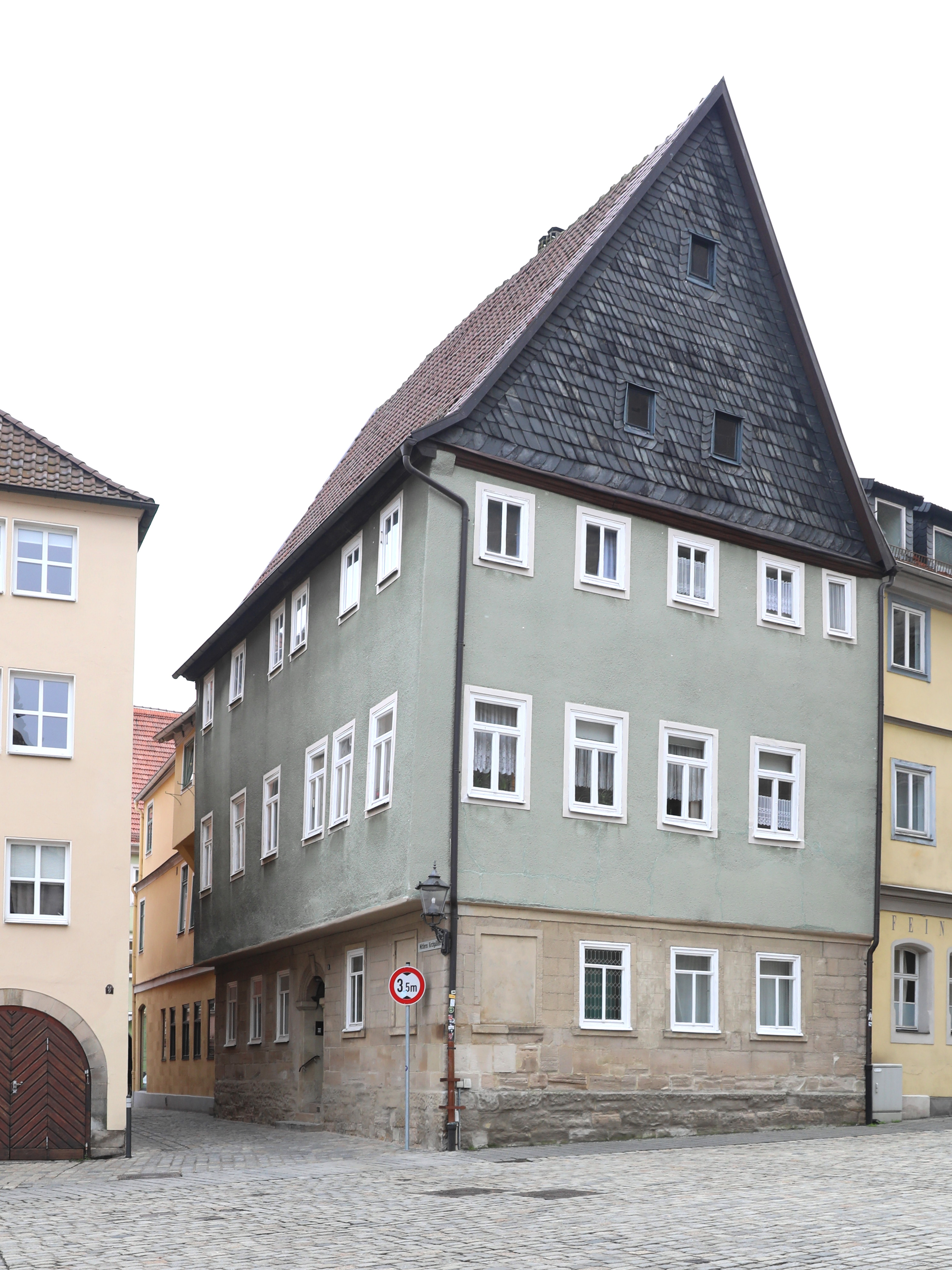
Mittleres Kirchgäßlein 1 in Coburg

Das Wohnhaus Mittleres Kirchgäßlein 1 befindet sich in der Coburger Innenstadt, westlich der Morizkirche. Das denkmalgeschützte dreigeschossige, zum Kirchhof giebelständige Satteldachgebäude, stammt aus dem 14. Jahrhundert.

## Geschichte
Das Eckhaus stammt mit seiner ursprünglichen Bausubstanz aus dem Spätmittelalter. Dendrochronologisch wurde der Dachstuhl auf das Jahr 1384/1385 datiert.
1398 wurde es erstmals erwähnt und soll das Anwesen das ehemalige Coburger Rathaus gewesen sein, bis ein Neubau am Markt um 1414 fertiggestellt war. Im Jahr 1700 wurde das Gebäude als sehr altes Eckhaus mit drei Stockwerken, drei Stuben, einem Keller und einem Stall beschrieben. Umbauten erfolgten wohl im Laufe des 17. oder 18. Jahrhunderts. Eine Treppenverlegung und weitere Umbauten sind für das Jahr 1910 belegt. 1970 wurde das Haus neu verputzt.

## Architektur
Das Gebäude hat ein Satteldach mit einer Spannweite von etwa 8,4 Metern, einer Höhe von etwa 6,9 Metern und einer Länge von etwa 15,1 Metern. Die Steigung des steilen Tragwerks beträgt rund 59 Grad. Der Dachstuhl setzt sich aus zwölf Gespärre mit zwei Kehlbalkenlagen zusammen, zwei davon bilden die Giebelwände.
Die Außenwände im Erdgeschoss bestehen aus Quadermauerwerk, auf dem einmalig auskragend die grün verputzte Fachwerkkonstruktion der Obergeschosse, mit knapp unterhalb der Geschossdecken angeordneten Fenstern, ruht. Die Giebelfläche zum Kirchhof ist verschiefert. Darunter befinden sich im zweiten Obergeschoss fünf Fenster, in den übrigen Stockwerken vier Fenster. Die Fassade zum Mittleren Kirchgäßlein hat in den Etagen sechs unregelmäßig angeordnete Fenster. Markant ist der mittige Hauseingang mit einer Haustür aus dem 18. Jahrhundert und einem Portal aus Sandstein, das korbbogig mit glatten Pfosten und Keilstein gestaltet ist.